# Hyalurga chthonophyle
Hyalurga chthonophyle är en fjärilsart som beskrevs av Druce 1885. Hyalurga chthonophyle ingår i släktet Hyalurga och familjen björnspinnare. Inga underarter finns listade i Catalogue of Life.